# Конституция Албании
Конституция Албании (алб. Kushtetuta e Shqipërisë) — основной закон Республики Албании, принятый 21 октября 1998 года. Конституция включает преамбулу, 18 частей, 183 статьи.

## Основные принципы
- Албания — парламентская республика.
- Республика Албания — унитарное, неделимое государство.
- Власть базируется на системе свободных, равных, всеобщих, периодических выборов.
- Закон составляет основу и ограничивает деятельность государства.
- Конституция — высший закон в Республике Албания.
- Политические партии создаются свободно. Их организация должна осуществляться на демократических принципах.
- В Албании нет официальной религии.
- Экономическая система Республики базируется на частной и государственной собственности, а также на рыночной экономике и на свободе хозяйственной деятельности.
- Вооруженные силы обеспечивают независимость государства, а также защищают целостность её территории и её конституционный строй.
- Государственным языком является албанский.

## Основные положения Конституции
В части второй изложены основные права и свободы человека. Эта часть конституции Албании гарантирует права и свободы гражданам, личные права, политические, экономические, социальные и культурные права и свободы, вводит понятие Народного адвоката и его права.
Часть третья основного закона Албании посвящена Кувенду. Здесь изложены тезисы относительно избрания и срока полномочий депутатов парламента, организации и функционирования парламента, законодательного процесса.
В следующей части Конституции изложены основные положения относительно избрания и полномочий Президента Республики.
Пятая часть представляет основные функции и полномочия Совета министров Албании.
Часть шестая посвящена местному управлению.
Далее в Конституции Албании изложены положения относительно:
- нормативных актов и международных соглашений;
- Конституционного суда Албании;
- других судов государства;
- функций и полномочий прокуратуры;
- порядка проведения референдумов;
- избирательной системы;
- государственных финансов;
- высшего государственного контроля;
- Вооруженных сил Республики;
- чрезвычайных мер и военного положения.

В конце Конституции изложен порядок внесения изменений в действующий основной закон.